# Seeing
Seeing é o fenômeno que se manifesta nas imagens formadas por telescópios ópticos instalados na superfície terrestre. Sua ação faz com que a imagem de uma estrela seja alargada em decorrência dos movimentos turbulentos da atmosfera terrestre. Isto implica uma degradação da capacidade de separação de duas fontes próximas proporcionada pelo telescópio, com relação ao limite definido pelo critério de Rayleigh. O seeing medido em observatórios com excelentes condições atmosféricas pode ser inferior a um segundo de arco.

## Seeinge cintilação
Outro fenômeno provocado pela turbulência atmosférica é a cintilação, que é a variação ao longo do tempo da intensidade da luz que chega ao observador. Esta mudança de intensidade é devida à variação rápida da direção do feixe de luz oriunda da fonte luminosa. O seeing, por sua vez, está associado a variações na posição, na forma e no tamanho das imagens das estrelas.